# Saint-Gervais-du-Perron
Saint-Gervais-du-Perron là một xã trong tỉnh Orne, vùng Normandie tây bắc nước Pháp. Xã Saint-Gervais-du-Perron nằm ở khu vực có độ cao t 151-133 mét trên mực nước biển.